# Samsung Galaxy Mega 2
Samsung Galaxy Mega 2 - Android - смартфон ("фаблет" или "планшетофон") производства Samsung и является преемником Samsung Galaxy Mega. Он был выпущен в сентябре 2014 года.

## Аппаратное обеспечение
Размеры Galaxy Mega 2 составляют 6,6 x 3,46 x 0,31 дюйма, а вес - 7,1 унции. В нем используется IPS LCD экран с разрешением 720x1280, дисплей оснащен функцией Smart Stay, которая использует фронтальные камеры для отслеживания того, смотрит ли пользователь на дисплей, и отключает дисплей, если он не смотрит..
Смартфон обладает четырехъядерным процессором 1,7 ГГц и 8-мегапиксельной камерой. Он имеет встроенную память объемом 8 или 16 Гб (полезная емкость составляет 5,34 или 12 Гб соответственно) поддерживает microSD объёмом до 64 ГБ. Объём оперативной памяти - 1.5 ГБ. Литий-ионный аккумулятор имеет ёмкость 2 800 мАч.

## Программное обеспечение
Samsung Galaxy Mega 2 работает под управлением Android версии 4.4.2 с интерфейсом TouchWiz от Samsung. Многооконный режим Samsung является главной и центральной функцией устройства. Устройство поддерживает несколько окон, а домашний экран можно использовать в книжном или альбомном режиме..

## Варианты
- SM-G750F - 6,0-дюймовый экран, 1,5 ГГц процессор, 1,5 ГБ оперативной памяти, 16 ГБ встроенной памяти - поддержка LTE - нет поддержки двух SIM-карт
- SM-G7508 - 6,0-дюймовый экран, 1,2 ГГц процессор, 1,5 ГБ оперативной памяти, 16 ГБ встроенного хранилища - поддержка LTE - без поддержки двух SIM-карт
- SM-G7508Q - 6,0-дюймовый экран, 1,2 ГГц процессор, 1,5 ГБ оперативной памяти, 8 ГБ встроенного хранилища - поддержка LTE - поддержка двух SIM-карт
- SM-G750H - 6,0-дюймовый экран, 1,2 ГГц процессор, 1,5 ГБ оперативной памяти, 8 ГБ встроенного хранилища - без поддержки LTE - поддержка двух SIM-карт
- SM-G750A - 6,0-дюймовый экран, 1,5 ГГц процессор, 1,5 ГБ оперативной памяти, 16 ГБ встроенного хранилища - поддержка LTE - без поддержки двух SIM-карт.

## Смотрите также
- Samsung Galaxy Mega
- Samsung Galaxy S5
- Samsung Galaxy Note 3
- Samsung Galaxy S5 Mini
- Samsung Galaxy S6
- Samsung Galaxy S6 Edge

## Внешние ссылки
- Пресс-релиз Samsung
- Видеообзор от GSM Arena
- Samsung Galaxy Mega Phablet Debuts Information Week